# Casa José Boiteux
A Casa José Boiteux é a atual sede da Academia Catarinense de Letras (ACL) e do Instituto Histórico e Geográfico de Santa Catarina e está localizada na Avenida Hercílio Luz, 523, no Centro de Florianópolis. Foi construída no início da década de 1920 para abrigar a primeira instituição de ensino superior de Santa Catarina, o Instituto Polytechnico, criado em 1917.

## História
O prédio, com 26 salas, foi construído entre 1922 e 1924, mas recebeu importantes obras até o ano de 1929.
Em 1917, havia sido fundada a primeira instituição de nível superior de Santa Catarina, o Instituto Polytechnico. Antes mesmo do fim da construção, o Instituto já havia sido instalado em suas dependências. A extinção do instituto ocorreu logo no ano de 1935.
Em seguida, o edifício recebeu a Escola de Comércio de Santa Catarina, que logo em 1943 passou a ser denominada Academia de Comércio de Santa Catarina com a criação do curso superior de Administração e Finanças. A Academia foi extinta na década de 1990.

## Restauração

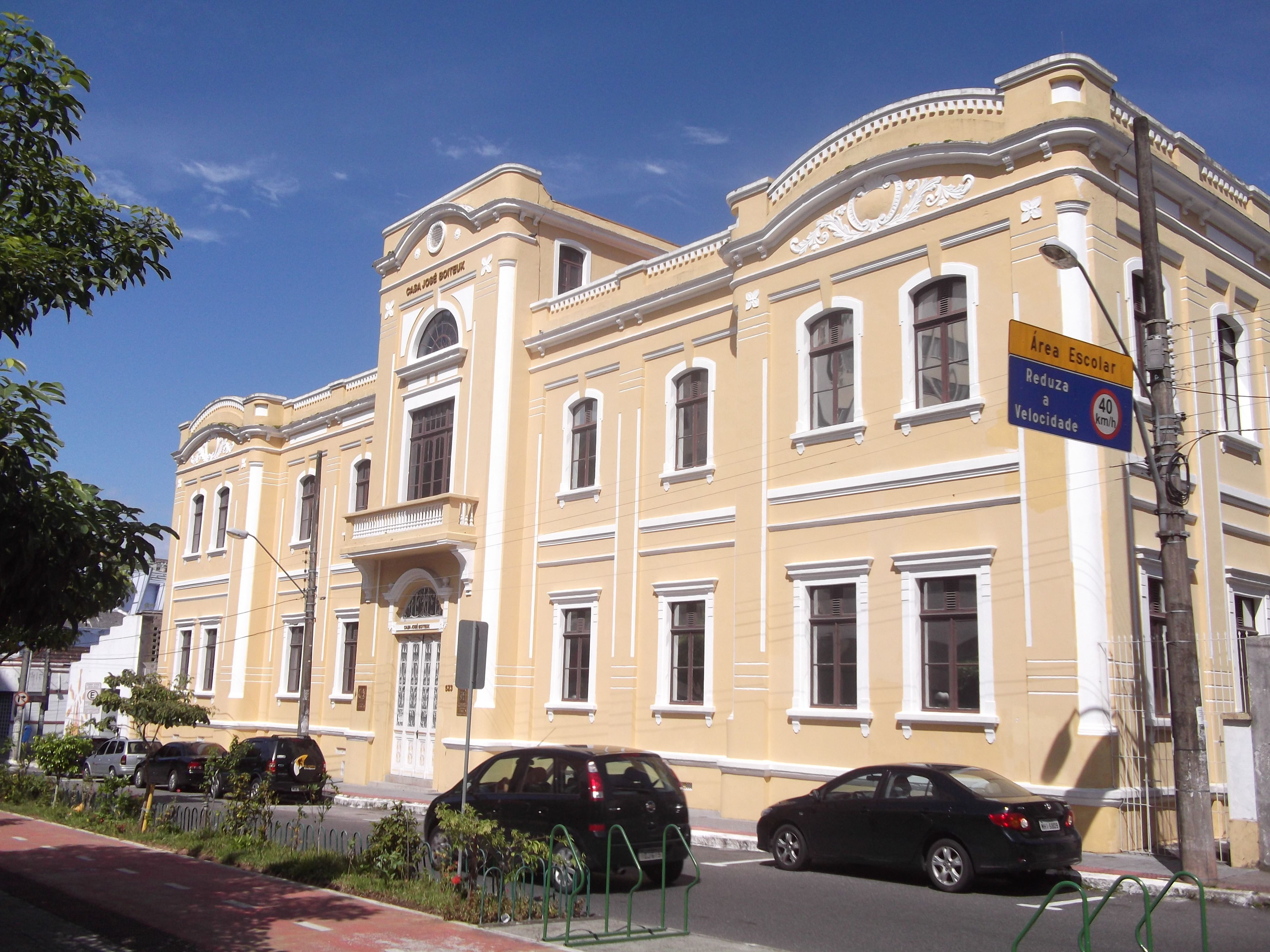
Fachada da Casa José Boiteux

Em 2010, A Casa passou por um processo de restauração e é atualmente administrada pela Fundação Catarinense de Cultura (FCC) 
No mesmo ano, pela Lei n. 15.382, de 20 de dezembro, o espaço foi cedido à ACL e ao IHGSC por um período de 99 anos.

## Nome
José Boiteux (1865-1934) foi um jornalista, historiador, advogado, político e é considerado o patrono do ensino superior em Santa Catarina. Dentre outras ações, José Boiteux foi fundador do IHGSC (em 7 de setembro de 1896) , da ACL (em 30 de outubro de 1920) e da Faculdade de Direito de Santa Catarina (em 11 de fevereiro de 1932).